# Masyu

Voorbeeld

Oplossing van het voorbeeld

Masyu, ook wel parelketting of padvinder, is een logische puzzelsoort die werd ontworpen door puzzeluitgever Nikoli.

## Spelregels
Masyu wordt gespeeld op een rechthoekig rooster. Sommige vierkanten bevatten een witte of zwarte cirkel. Een cirkel is ofwel 'wit' (leeg) of 'zwart' (gevuld). Het doel is om door alle cirkels een enkele doorlopende lijn te trekken, zonder kruisingen of vertakkingen. De lijn moet elke doorsneden vakje 'binnengaan' vanuit het midden van een van zijn vier zijden en 'uitgaan' vanaf een andere kant; Alle bochten van de luslijn hebben dus een hoek van 90 graden.
Voor het doorsnijden van de witte en zwarte cirkels geldt:  
- Witte cirkels moeten in een rechte lijn worden doorsneden, maar de lus moet afslaan in het volgende vakje
- Op zwarte cirkels moet worden afgeslagen en de lus moet in het volgende en vorige vakje rechtdoor gaan

## Geschiedenis
De vroege versie van Masyu verscheen voor het eerst in Puzzle Communication Nikoli #84 onder de titel Shinju no Kubikazari (真珠の首飾り, wat 'parelsnoer' betekent). Die puzzel bevatte alleen witte cirkels. Zwarte cirkels werden geïntroduceerd in Puzzle Communication Nikoli # 90, waarbij de puzzel werd omgedoopt in Shiroshinju Kuroshinju (白真珠黒真珠, wat 'witte parels en zwarte parels' betekent). Deze verbetering gaf de puzzel verdieping en zorgde ervoor dat deze aan populariteit won. Vanaf Puzzle Communication Nikoli #103 werd de lange naam vervangen door 'Masyu'.